# Günter de Bruyn
Pour les articles homonymes, voir De Bruyn.
Günter de Bruyn, né le 1er novembre 1926 à Berlin et mort le 4 octobre 2020 à Bad Saarow, est un écrivain allemand.

## Biographie

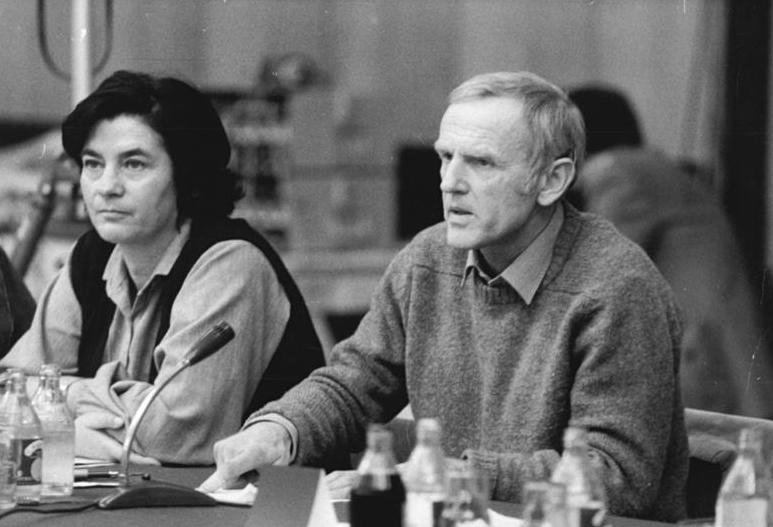
Günter de Bruyn et Christa Wolf en 1981 à la réunion de Berlin-Est pour la promotion de la paix.

Benjamin d'une famille de quatre enfants, Günter de Bruyn grandit à Berlin dans le quartier de Britz. Il passe son enfance dans le cocon familial, où il reste relativement protégé des influences du nazisme. Au cours des toutes dernières semaines de la Seconde Guerre mondiale, il finit par être envoyé comme soldat aux confins de l'Autriche. Pendant ces combats contre l'Armée rouge, il est blessé à la tête. Souffrant d'une aphasie complète, il termine la guerre dans un hôpital militaire de Bohême. Après la capitulation, il regagne Berlin à pied, au terme d'une marche de trois mois.
En 1946, il suit une courte formation pédagogique à Potsdam, avant d'être envoyé comme instituteur dans un village de la campagne profonde du Brandebourg. De 1949 à 1953, il est de retour à Berlin pour y suivre une formation de bibliothécaire. Jusqu'en 1961, il est chercheur à l'Institut central de bibliothéconomie de Berlin-Est. Il se lance ensuite dans l'écriture et reçoit le prix Heinrich Mann pour ses essais en 1964.
Membre du Bureau du PEN Club de la RDA de 1974 à 1982, il est, dans les années 1980, l'un des rares intellectuels du pays à en critiquer publiquement la politique. En décembre 1981, au cours du congrès pour la paix rassemblé à Berlin (voir photo), il met notamment en doute la sincérité du pacifisme officiel, en allant jusqu'à affirmer : « Si positif que soit le soutien apporté par la RDA au mouvement pacifiste occidental, il restera, dans sa portée, sujet à caution, tant qu’on ne pourra pas se débarrasser du sentiment que ce qu’on applaudit là-bas est, chez nous, indésirable ».
L'écrivain demeure cependant en RDA, mais il y mène une vie très retirée au fond de la forêt du Brandebourg, son exil intérieur étant parfois décrit comme « une fuite de RDA... à l'intérieur des propres frontières du pays ». En octobre 1989, il refuse le Prix national de la République démocratique allemande en raison « de la rigidité, de l'intolérance et de l'incapacité à dialoguer » du gouvernement est-allemand.
Après la chute du Mur de Berlin, il reçoit le prix Heinrich Böll (1990), le Prix littéraire de la Fondation Konrad Adenauer (1993) et l'ordre du Mérite de la République fédérale d'Allemagne (1994).

## L'œuvre
L'œuvre de Günter de Bruyn ne se laisse pas toujours séparer strictement de la vie de l'écrivain. Ses romans de la maturité, souvent teintés d'autobiographie, mettent en scène, dans un ton bien à eux, la classe moyenne instruite financée par l'État de la RDA : travailleurs culturels, professeurs, enseignants, universitaires et bibliothécaires. L'Âne de Buridan se déroule à Berlin-Est dans ce milieu. Jacques Le Rider estime que l'écrivain y « manie ses personnages avec humour, coupant court aux effusions sentimentales par des commentaires ironiques. »
Mais Günter de Bruyn écrit également des essais, qui portent sur des sujets littéraires et historiques, en particulier sur l'histoire de la Prusse. Même dans cette veine, cependant, ses ouvrages font écho à sa situation et à son expérience personnelle, sa Vie de Jean Paul Friedrich Richter étant parfois considérée, ainsi par Owen Evans, comme une proto-autobiographie.
Non content d'écrire cette biographie, de Bruyn a été l'éditeur d'un certain nombre d'autres auteurs des XVIIIe et XIXe siècles liés à Berlin et à la Marche de Brandenbourg. Il a ainsi fait paraître, avec Gerhard Wolf (mari de Christa Wolf), une anthologie de textes sous la forme d'un Jardin des écrivains de la Marche (Märkischer Dichtergarten). Il se réclame au demeurant de l'influence stylistique de Theodor Fontane.
Parmi les écrivains de son temps, de Bruyn ne manque jamais de rappeler sa dette envers Heinrich Böll. Elle se reflète notamment dans l'attitude de ses personnages vis-à-vis de la vie sociale.
Il connaît un grand succès dans l'Allemagne réunifiée avec les deux tomes de son autobiographie : Bilan d'étape. Une jeunesse à Berlin (1992), vendu à plus de 220 000 exemplaires en l'espace de quatre ans, puis Quarante années. Rapport sur une vie (1996). Le premier tome est paru en France aux éditions Rue d'Ulm, collection Versions françaises, sous le titre Une Jeunesse à Berlin (Bilan d'étape).

## Réception de l’œuvre
Dès avant la chute du Mur de Berlin, Günter de Bruyn était lu partout dans l'Allemagne divisée, et au-delà, comme en témoigne la traduction en français de son roman L'Âne de Buridan. Ses textes apparurent aussi, à partir des années 1980, dans les manuels scolaires diffusés en France. Après la réunification, il est d'abord salué en France comme un « romancier berlinois ». Dennis Tate estimera que la stature littéraire de Günter de Bruyn n'a fait par la suite que croître. À sa mort, Gustav Seibt recourt à l'image du classique de la modernité en évoquant la mémoire d'un écrivain en qui les « Berlinois de nouvelle génération pouvaient voir leur [Theodor] Fontane ».

## Œuvres
- Über die Arbeit in Freihandbibliotheken (1957), publication professionnelle
- Hochzeit in Weltzow (1960), nouvelle
- Wiedersehen an der Spree (1960), nouvelle
- Einführung in die Systematik für allgemeinbildende Bibliotheken (1961), publication professionnelle
- Der Hohlweg (1963), premier roman (Le Chemin creux)
- Ein schwarzer, abgrundtiefer See (1963), recueil de nouvelles
- Maskeraden (1966)
- Buridans Esel (1968) Roman publié en français sous le titre L’Âne de Buridan, traduit par Henri-Alexis Baatsch, Paris, Éditions du Papyrus, 1982, 335 p.  (ISBN 2-86541-020-X)
- Preisverleihung (1972)
- Der Holzweg, dans l'anthologie Eröffnungen. Schriftsteller über ihr Erstlingswerk (1974)"Chemin qui ne mène nulle part", texte où l'auteur prend ses distances avec son roman de 1963
- Tristan und Isolde (1975)
- Geschlechtertausch dans l'anthologie „Blitz aus heiterem Himmel“ (1975)
- Das Leben des Jean Paul Friedrich Richter (1975)
- Märkische Forschungen (1978)
- Im Querschnitt (1979)
- Babylon (1980)
- Neue Herrlichkeit (1984)(traduit en anglais en 2009 par David Burnett, sous le titre New Glory, Northwestern University Press)  (ISBN 0810125528)
- Lesefreuden (1986)
- Frauendienst (1986)
- Brandenburg (1991), écrit en collaboration avec Hauke Dressler
- Im Spreeland (1991), écrit en collaboration avec Erhard Pansegrau
- Jubelschreie, Trauergesänge (1991)
- Zwischenbilanz, eine Jugend in Berlin (1992) (traduit en néerlandais sous le titre Verschoven stad [Une ville décalée], Een jeugd in Berlijn, traduit par Wil Hansen, Amsterdam, Arbeiderspers, collection privé-domein, 1993, 365 p.)  (ISBN 90 295 0772 1)
- Mein Brandenburg (1993), écrit en collaboration avec Barbara Klemm
- Das erzählte Ich (1995) (Dans ce petit volume qui rassemble les textes de conférences qu’il a tenues à l’université de Vienne en décembre 1993, Günter de Bruyn livre ses réflexions sur l’écriture autobiographique.)
- Was ich noch schreiben will (1995), écrit en collaboration avec Ingo Hermann
- Irritation und Verstehen (1995)
- Vierzig Jahre: Ein Lebensbericht (1996)
- Altersbetrachtungen über den alten Fontane (1999)
- Die Finckensteins. Eine Familie im Dienste Preussens (1999)
- Deutsche Zustände (1999)
- Preußens Luise. Vom Entstehen und Vergehen einer Legende (2001)
- Unzeitgemäßes (2001)
- Unter den Linden, Geschichten um eine Straße (2002)
- Abseits. Liebeserklärung an eine Landschaft (2006)
- Als Poesie gut. Schicksale aus Berlins Kunstepoche 1786 bis 1807 (2006)
- Die Zeit der schweren Not: Schicksale aus dem Kulturleben Berlins 1807 bis 1815 (2010)
- Gräfin Elisa. Eine Lebens- und Liebesgeschichte (2012)
- Kossenblatt. Das vergessene Königsschloss (2014)
- Die Somnambule oder Des Staatskanzlers Tod (2015)
- Sünder und Heiliger. Das ungewöhnliche Leben des Dichters Zacharias Werner (2016)